# Daniel Juan Cranwell
Daniel Juan Cranwell fue un médico argentino de destacada actividad en las primeras décadas del siglo XX, introductor en su país del método aséptico en cirugía y del primer autoclave.

## Biografía
Daniel Juan Cranwell nació el 12 de junio de 1870 en la ciudad de Buenos Aires, hijo del porteño de ascendencia irlandesa Daniel Cranwell Arenillas (1835, 1876) y de María Rosa Silveyra Vivot (1845, 1907), también nativa de Buenos Aires.
Tras cursar sus estudios iniciales en el Colegio del Salvador, en 1888 ingresó a la Facultad de Medicina de la Universidad de Buenos Aires. 
Su excelente desempeño le permitió iniciar sus prácticas en 1890 en el Hospital de Clínicas con Ignacio Pirovano. 
En 1894 se doctoró con una tesis titulada "Fístulas Congénitas del Cuello" y en 1895 partió en viaje de perfeccionamiento a Europa.
Durante dos años concurrió a las principales clínicas médicas de París, Estrasburgo y Viena y fue discípulo de Louis-Félix Terrier (1837-1908), entre otros cirujanos destacados, quien introdujo el método aséptico en cirugía y quien la presentó a la Academia de Medicina de París.
En 1897 regresó a su país con el primer autoclave de Sorrel y fue designado profesor suplente de la Cátedra de Patología Externa.
El 10 de octubre de 1898 casó con Sara del Rosario Ocampo Beláustegui (1871, 1952) con quien tuvo dos hijas, Sara Melchora (1900, 2000) y María Rosa Cranwell Ocampo (1903,?).
Fue durante 16 años Jefe de Clínica de la Cátedra de Antonio Gandolfo y en 1911 fue designado Jefe de la Sala II de Cirugía del Hospital San Roque.
Fue miembro de la Academia Nacional de Medicina y presidió la Asociación Médica Argentina entre 1906 y 1907.
En 1909 fue nombrado Profesor Titular de la Cátedra de Patología Externa.
El 30 de setiembre de 1911 reunió en su domicilio a 19 cirujanos de la ciudad dando origen a la Sociedad de Cirugía de Buenos Aires.
Además de numerosas publicaciones en revistas de la especialidad, comunicaciones y relatos en sociedades científicas, escribió varias obras de carácter médico, biográfico y de relatos de sus viajes, entre ellas Equinococus de la pleura (1899), Tratamiento de los quistes hidáticos (1901, junto a Marcelino Herrera Vegas), Contribución al estudio de la actinomicosis humana (1904), Lecciones de clínica quirúrgica (1908), Nuestros grandes médicos (1937), Nuestros grandes cirujanos (1939), Páginas dispersas (1941), Ignacio Pirovano (1944) y El placer de recordar (1950).
En 1919 y 1926 dirigió La Prensa Médica Argentina, junto a Mariano Rafael Castex y a Carlos Bonorino Udaondo.
Falleció el 16 de agosto de 1953.